# Système de zones humides de Harøya
Harøya våtmarksystem est un site ramsar norvégien situé sur l'île d'Harøya dans la commune d'Ålesund, comté de Møre og Romsdal, formé de quatre aires protégées: trois réserves naturelles et un refuge pour oiseaux. 
Ces aires ont, depuis 1996, le statut de site ramsar, en raison de leur importance pour les oiseaux migrateurs. Harøya possède de grandes zones avec des eaux peu profondes avec des vasières où s'accumulent des algues. À l'intérieur de l'île on trouve des marais et le long des plages une végétation particulière. L'île est un important site d'hivernage et un lieu  de repos pour les oiseaux lors de leurs migrations au printemps et à l'automne.
Les quatre aires protégées sont 
- Réserve naturelle de Selvikvågen, créée le 27.05.1988 – 0.47 km²
- Réserve naturelle de Lomstjønna, créée le 27.05.1988 – 0.11 km²
- Zone de protection de la faune de Malesanden og Huse créé le 27.05.1988 - 0.72 km²
- Réserve naturelle de Lyngholman, créée le 27.05.1988 – 0.66 km²